# Mała Gwiazda (Sopoty)
Mała Gwiazda (česky Malá hvězda) je významný turistický a cykloturistický rozcestník několika cest. Nachází se v Trojměstské chráněné krajinné oblasti (Trójmiejski Park Krajobrazowy) v Sopotech v Pomořském vojvodství v severním Polsku. Dne 17. prosince 2016 zde byl odhalen kamenný Památník turistických průvodců z iniciativy PTTK  (Polskie Towarzystwo Turystyczno-Krajoznawcze - Polský turisticko-vlastivědný spolek) oddílu dr. Aleksandra Majkowskiego v Sopotech.
Od rozcestníku vedou cesty na nejvyšší bod Sopot (kopec Łysa Góra), rozcestník Wielka Gwiazda, Zajęcze Wzgórze a další místa. 

## Galerie

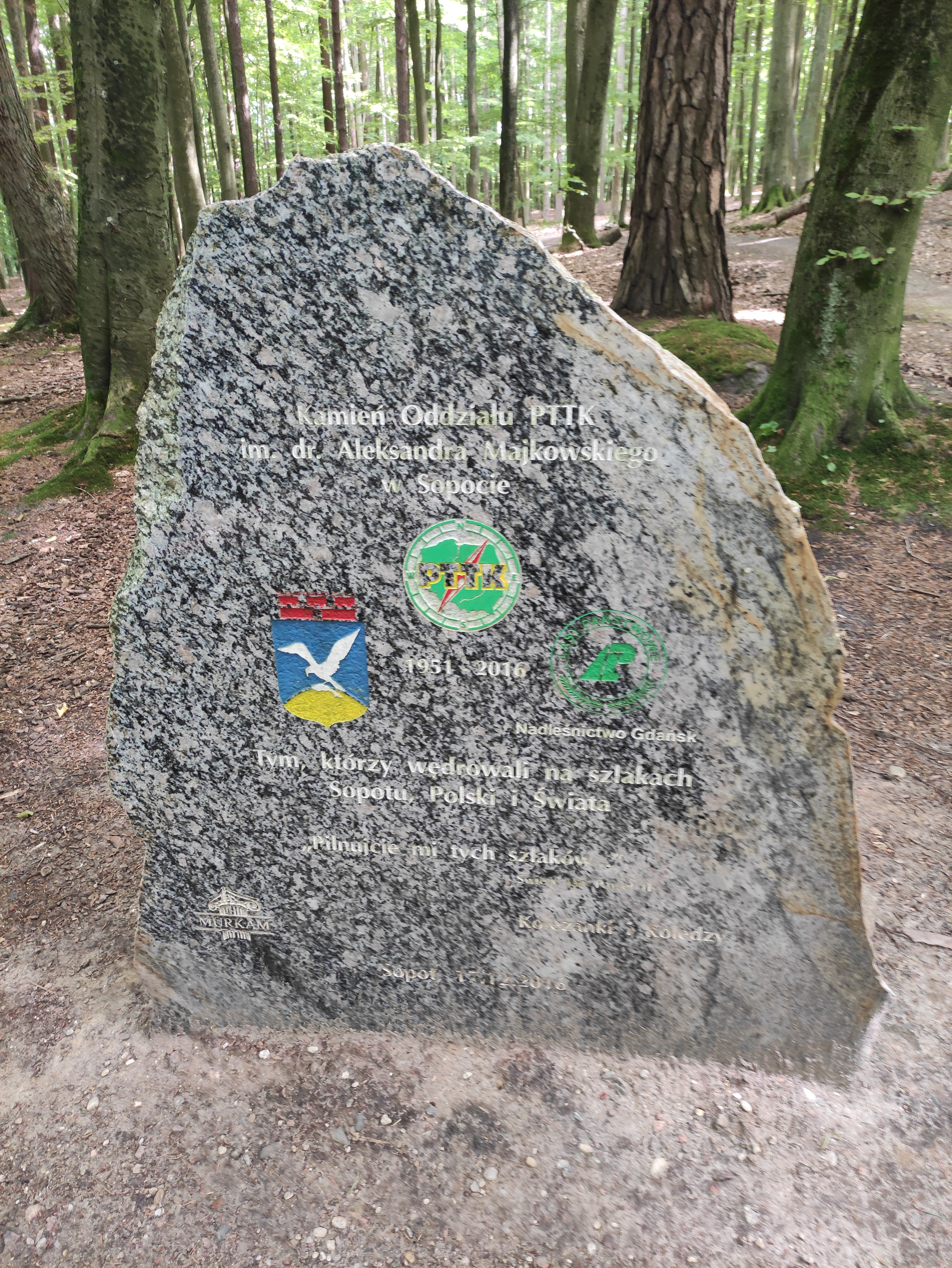
Památník